# Gereformeerde kerk (Kollumerpomp)
De gereformeerde kerk is een kerkgebouw in Kollumerpomp in de Nederlandse provincie Friesland.

## Beschrijving
De gereformeerde kerk werd in 1906 gebouwd. De zaalkerk heeft een aangebouwde consistoriekamer.
Het orgel uit 1913 is gemaakt door Bakker & Timmenga en is afkomstig uit de gereformeerde kerk van Wons. Het orgel werd in 1976 in gebruik genomen.

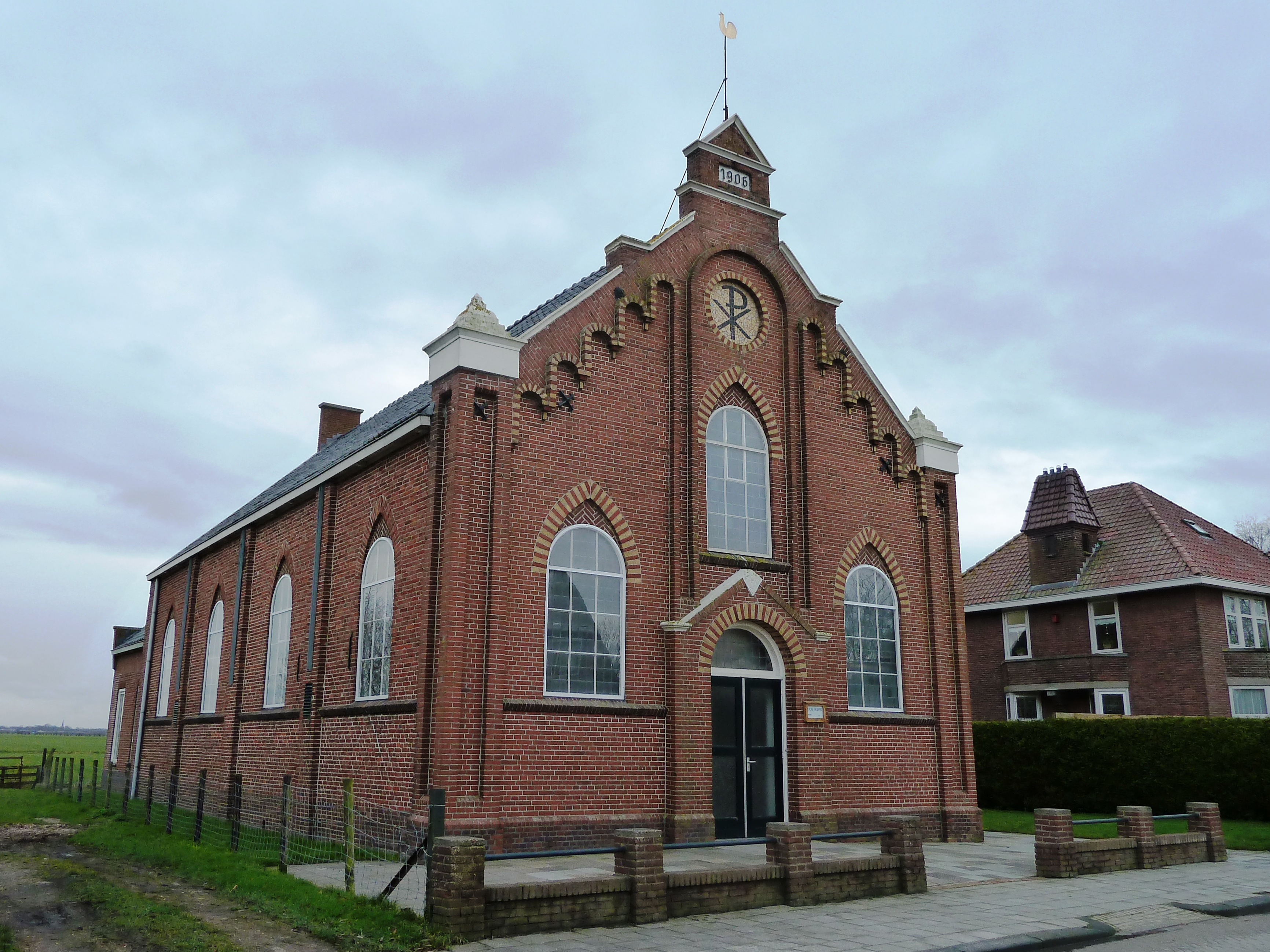
Noordoostzijde